# Okenia plana
Okenia plana Baba, 1960 è un mollusco nudibranchio appartenente alla famiglia Goniodorididae.